# Ferdinand Kortmann
Ferdinand Kortmann (* 6. Februar 1913 in Nordkirchen; † 25. Januar 1988) war ein deutscher Unternehmer, Kommunalpolitiker und ehrenamtlicher Landrat (CDU).

## Leben und Beruf
Nach dem Schulbesuch absolvierte er eine handwerkliche Ausbildung und studierte an der Baugewerkeschule Münster. 1936 legte er die Prüfung zum Baumeister ab. Nach dem Kriegsdienst von 1939 bis 1945 trat Kortmann in das väterliche Bauunternehmen ein und leitete dieses später.
Er war verheiratet und hatte vier Kinder.

## Abgeordneter
Dem Kreistag des Kreises Lüdinghausen gehörte er von 1961 bis zum 31. Dezember 1974 (Gebietsreform) an. Danach war er von 1975 bis 1979 Mitglied des Kreistages des Kreises Coesfeld. Außerdem war er ab 1952 bis 1961 Mitglied im Gemeinderat der Gemeinde Nordkirchen.
Von 1975 bis 1979 war er Mitglied der Landschaftsversammlung des Landschaftsverbandes Westfalen-Lippe.

## Öffentliche Ämter
Vom 4. Dezember 1969 bis zum 31. Dezember 1974 war er Landrat des Kreises Lüdinghausen und von 1975 bis 1979 stellvertretender Landrat des Kreises Coesfeld.
Kortmann war in verschiedenen Gremien des Landkreistages Nordrhein-Westfalen tätig.

## Sonstiges
Am 18. Dezember 1973 wurde Kortmann das Bundesverdienstkreuz I. Klasse verliehen. In Nordkirchen wurde die Ferdinand-Kortmann-Straße nach ihm benannt.